# ヒカル・スールー
ヒカル・スールー (英: Hikaru Sulu） は、アメリカのSFドラマ『スタートレック』シリーズに登場する架空の人物で、主に23世紀に活躍する惑星連邦の艦隊士官である。U.S.S.エンタープライズ（NCC-1701、NCC-1701-A）の操舵士を長年勤め、大佐に昇進後はU.S.S.エクセルシオール（NCC-2000）の艦長に就任している。
シリーズ初作の『宇宙大作戦』に登場以降、後続作品にもアジア系を代表する主要人物の一人として頻繁に登場し、そのキャラクターはジョージ・タケイによって長年演じられた。2009年以降に制作された劇場版シリーズでは、俳優陣の一新に伴いジョン・チョーがその役を引き継いでいる。
日本語版では主に ミスター・カトー（カトウ） と呼称されており、これは『宇宙大作戦』が日本で初めて放送された際、スタッフの判断から改名されたことに由来する。

## キャラクター概要
主にU.S.S.エンタープライズのブリッジクルーとして活躍し、スタートレックシリーズにおける著名なキャラクターの一人である。原作者のジーン・ロッデンベリーは、23世紀の未来は人種による差別や格差のない世界と構想しており、アジア系のスールーはその未来を反映させたキャラクターとして創造されている。
1965年に制作された『宇宙大作戦』の第2パイロット版「光るめだま」にて、ジョージ・タケイ演じるキャラクターとして初登場している。作中では、ジェームズ・T・カーク指揮下のU.S.S.エンタープライズで天文科学部長（物理学者）を務めているが、科学士官としての描写はこの一作のみとなっている。レギュラー放送以降のエピソードでは同艦の操舵士に転属しており、続編のアニメーション作品や劇場版においてもエンタープライズの操舵士として登場を重ねている。操舵士の任務期間中は大尉から中佐へと昇進しているが、大佐になって以降は長く関わったエンタープライズを離れ、U.S.S.エクセルシオールの艦長に就任している。
2009年から始まる劇場版では、新たな時間軸の設定ということもあり、ジョン・チョー演じるキャラクターとしてリニューアルされている。初登場時からU.S.S.エンタープライズの操舵士を務めているが、その時は臨時採用された士官候補生であり、クリストファー・パイク指揮下での任務となっている。また、白兵戦の訓練を受けており、敵と対峙した際には優れた剣術を披露するなど、旧作品とは違った活躍を見せている。後に、エンタープライズの指揮がパイクからカークへ移るに伴い、正式な士官としてエンタープライズに配属され、操舵士の任務を続けることとなる。

### 名前の由来
スールーというキャラクター名は、フィリピン沖にあるスールー海に因んでジーン・ロッデンベリーが名付けたものである。ジョージ・タケイが伝えるところによれば、ロッデンベリーがアジア地域の地図を見た際に「あの海（スールー海）はすべての岸に触れる」と思い付き、特定の国や文化に縛られないアジア全域を代表する名前として考案されたという。しかしその一方、デシル・スタジオの副社長であったハーバート・F・ソローは、自身の姓から拝借され、それをもじったものだと述べている。
ファーストネームのヒカルは、ヴォンダ・マッキンタイアが1981年に著したスタートレック小説『The Entropy Effect 』が初出である。『源氏物語』の主人公である光源氏から引用したとマッキンタイアは述べている。出典が小説ということもあり、しばらくは非公認扱いであったが、1991年の劇場版『スタートレックVI 未知の世界』でも言及されたため、以降は公式設定として認められるようになった。
カトー（カトウとも表記される）というキャラクター名は日本版独自のものである。『宇宙大作戦』が初めて日本で放送された際、演じるタケイが日系人ということもあり、視聴者に親しんでもらう意図から東北新社のスタッフが考案したという。後続作品においても日本語で吹替えられる場合は、同様にカトーの名を使用しており、日本のファンの間では広く浸透している。ただし、ジョージ・タケイによれば、カトーという日本人らしい名前に変えたのは誤りであり、多様性を重んじたロッデンベリーの意思に反しているとして否定的な見解を述べている。

## 作品内での活躍

### プライム・タイムライン
地球のサンフランシスコ出身で、日本人とフィリピン人の血を引くアジア系アメリカ人である。生年月日は明らかにされていないが、『宇宙大作戦』に初登場した時（作中年は2266年）の年齢が29才と推測されており、よって2237年生まれと捉えるのが妥当である。
2265年時にはU.S.S.エンタープライズ（NCC-1701）に乗艦しており、天文科学部長として勤務している。
多趣味な人物として描かれており、植物学とアンティーク銃器に詳しく、フェンシングと古武術を体得している。
劇場版では第1作から第6作に登場。エンタープライズAの操舵士を務めたほか、劇場版第6作『スタートレックVI 未知の世界』では大佐に昇進し、U.S.S.エクセルシオールの艦長として、惑星連邦とクリンゴン帝国間の和平のために重要な役割を果たしている。続く第7作『スタートレック ジェネレーションズ』では、本人の登場はないものの、娘のデモラ・スールーがU.S.S.エンタープライズ（NCC-1701-B）の操舵士として登場する。なお、第4作『スタートレックIV 故郷への長い道』では20世紀末のサンフランシスコにタイムスリップしたスールーが、自分の先祖に会う場面が予定されていたがカットされ、小説版には残されている。
『宇宙大作戦』の放送30周年記念企画として、『スタートレック:ヴォイジャー』第44話『伝説のミスター・カトー』に、トゥヴォックの回想シーンで登場。劇場版第6作で描かれた事件を、U.S.S.エクセルシオールからの視点で捉えた内容となっている。また、同作第25話『天の精霊』では、チャコティの後援者であったことが明らかにされている。
『スタートレック:ローワー・デッキ』では、意識不明に陥ったボイムラーの夢に現れ、人生に悩む彼の相談に応じている。

### ケルヴィン・タイムライン
劇場版第11作から第13作に登場。

### その他
ビデオゲーム版ではスターフリートアカデミーの校長として、映像および音声の出演をしている。

## 演じた俳優と声優

### 俳優
ジョージ・タケイ
『宇宙大作戦』～映画第6作、『ヴォイジャー』、『ローワー・デッキ』
タケイは日系2世で、日系でアメリカのテレビドラマのレギュラーとなった初めての人物である。アジア系でも「グリーン・ホーネット」にレギュラー出演したブルース・リーに次ぐ二人目であった。スタートレックの大ヒットにより、全米でもっとも有名な日系人の一人となった。スタートレック時代の思い出を綴った自伝『To the Stars』は「宇宙を目指して」と「スターを目指して」にかけている。
ジョン・チョー
映画第11作～第13作

### 日本語版吹き替え
富山敬
『宇宙大作戦』（シーズン1）、映画第1作（テレビ朝日版）、映画第2作～第3作（日本テレビ版）
『宇宙大作戦』シーズン1ではスケジュール等の関係から一部の話数で収録に参加できず、代わりに後述する納谷が担当している回がある。
納谷六朗
『宇宙大作戦』（代役）、『ヴォイジャー』
田中亮一
『宇宙大作戦』（シーズン2以降）
村山明
『まんが宇宙大作戦』
宮本充
映画第4作（フジテレビ版）
牛山茂
映画第5作（機内上映版）
田原アルノ
映画第6作（VHS版）
坂東尚樹
『宇宙大作戦』（シーズン1、富山担当話の追加収録）、映画第1作～第3作（富山担当版の追加収録）、映画第1作～第6作（新録版）、『ローワー・デッキ』
浪川大輔
映画第11作～第13作